# San Leucio
San Leucio este o parte a orașului italian Caserta. San Leucio s-a dezvoltat în legătură cu manufactura de mătase construită deodată cu Palatul Regal din Caserta în a doua parte a secolului al 18-lea. Clădirea principală din San Leucio este palatul Belvedere, care fusese construit un secol mai devreme. Lucrările de modernizare și transformare a acestuia au fost realizate sub conducerea arhitectului neapolitan Luigi Vanvitelli. În anii 1750 s-au construit grajdurile regale (Vaccheria), iar în anul 1775 s-a înființat prima manufactură de mătase. În anul 1778 palatul Belvedere a fost transformat în țesătorie, iar complexul a fost mărit cu încă două clădiri având același scop. Transformarea palatului în țesătorie de mătase a fost finalizată în anul 1789. Complexul a fost subordonat direct curții regale, toate veniturile generate intrau în vistieria regală. Regele Ferdinand, văzând succesul economic al acestui complex de manufacturi, a hotărât construire unui oraș în jurul acestuia. Orașul s-ar fi numit Ferdinandopoli, însă proiectul nu s-a realizat niciodată. La începutul secolului al 20-lea complexul a intrat în declin din cauza concurenței orașelor din nordul Italiei. Azi adăpostește Muzeul Mătăsii, iar în anul 1997 a fost înscris pe lista patrimoniului cultural mondial UNESCO.